# Flux TV
Flux TV war ein Musikfernsehsender, der als Ableger des Berliner Hörfunksenders Flux FM betrieben und über Ampya verbreitet wurde.
Das Programm wurde am 21. September 2006 anlässlich der Popkomm 2006 unter dem Namen Motor TV gestartet. Am 23. August 2011 benannte sich die Station zu Flux TV um. Mit der Einstellung von Ampya wurde die Verbreitung eingestellt.

## Programm
Flux TV folgt dem Konzept des dazugehörigen Radiosenders Flux FM. Ziel ist es, Künstlern und Bands aus den Bereichen Alternative, Independent, Punk und Elektro eine Plattform für ihre Musikvideos zu bieten. Das Programm ist clipbasiert, es gibt keine Moderation. Der Neuheitenanteil liegt, wie auch bei Flux FM, um die 50 Prozent. Nationale Künstler erfahren die gleiche Beachtung wie internationale. Flux TV streut in die Musikrotation redaktionelle Rubriken und Features ein, unterbricht aber nie den Fluss der Musik. Außerdem wird ausgewählter User-Generated-Content ausgestrahlt.

## Rubriken
- Neu bei Flux TV (Vorstellung neuer Videoclips)
- Auslandsspionage (Vorstellung interessanter musikalischer Entdeckungen aus anderen Ländern)
- Starthilfe (Vorstellung junger, oft nationaler Bands/Musiker)
- Flux TV Unterwegs (Making-ofs, Liveauftritte, Tourberichte, Städtetouren usw.)
- Künstler erklären die Welt (Musiker äußern sich zu einem Begriff)
- Magic Moments Of Rock (Musiker erzählen von ihren bewegendsten musikalischen Momenten)
- Du Auf Flux (User-Generated-Content, wie von Zuschauern eingesandte Kurzfilme, Musikvideos usw.)

## Geschichte
Motor TV entstand aus dem Radiosender Motor FM. Es wird von der Plattform für regionale Musikwirtschaft GmbH veranstaltet, bei der die Motor Entertainment GmbH Minderheitengesellschafter ist. Neben Live-Streaming und DVB-H war der Sender die ersten sechs Monate in Berlin auch über DVB-T auf einer Testfrequenz und bis 2008 über DVB-C beim Kabelnetzbetreiber Kabel BW zu empfangen.
Motor TV gewann am 30. August 2007 bei der Verleihung der 1. Deutschen IPTV-Awards den ersten Platz in der Kategorie „Geschäftsmodell“ und den 2. Platz in der Kategorie „Kreativität/Design“.
Nach einem Streit mit diesem Minderheitengesellschafter über die weitere Ausrichtung insbesondere des Hörfunksenders benannte sich die Station am 23. August 2011 zu Flux TV um.
Bis zur Einstellung des Übertragungsstandards wurde Flux TV über DVB-H verbreitet. Dann wurde Flux TV als Kanal auf Putpat gesendet. Putpat wurde 2015 von ProSiebenSat.1 übernommen und heißt nun Ampya.